# Alfred von Bernd
Alfred von Bernd (19. listopadu 1849 Vídeň – 1920) byl rakousko-uherský, respektive předlitavský státní úředník a politik, v letech 1899 – 1900 krátce ministr kultu a vyučování Předlitavska ve vládě Manfreda Clary-Aldringena.

## Život
Narodil se 19. listopadu 1849 ve Vídni. Studoval na Tereziánské akademii. Roku 1872 přijal místo na dolnorakouském místodržitelství, kde byl v roce 1884 povýšen na tajemníka. O rok později mu bylo svěřeno nejprve vedení okresního hejtmanství ve Waidhofenu nad Dyjí a krátce poté i úřad hejtmana. V listopadu 1886 byl v téže funkci přeložen na hejtmanství Sechshaus (dnes část Vídně). Roku 1891 se vrátil na dolnorakouské místodržitelství, kde v roce 1896 získal titul dvorního rady. V červnu 1898 se stal sekčním šéfem (odborovým přednostou) na ministerstvu kultu a vyučování.
Roku 1890 mu byl udělen rytířský kříž Řádu Františka Josefa a roku 1899 Řád železné koruny II. stupně.
V období 21. prosince 1899 – 18. ledna 1900 zastával úřad ministra kultu a vyučování. Funkci vykonával jen jako provizorní správce rezortu, kde byl do té doby sekčním šéfem.
Zemřel v roce 1920.